# Peralia pallidinervis
Peralia pallidinervis är en tvåvingeart som först beskrevs av Malloch 1932.  Peralia pallidinervis ingår i släktet Peralia och familjen stilettflugor. Inga underarter finns listade i Catalogue of Life.